# Archie Goodwin (koszykarz)
Archie Goodwin (ur. 17 sierpnia 1994 w Little Rock) – amerykański zawodowy koszykarz, występujący na pozycji rzucającego obrońcy.
W 2012 wystąpił w meczu wschodzących gwiazd - Nike Hoop Summit oraz McDonald’s All-American.
W 2013 roku został wybrany z 29. numerem draftu NBA przez Oklahoma City Thunder, lecz nie rozegrał żadnego spotkania w barwach Grzmotów, gdyż został wymieniony do Phoenix Suns.
7 listopada 2016 roku został zawodnikiem New Orleans Pelicans. 20 listopada został zwolniony, po rozegraniu trzech spotkań sezonu regularnego. 30 listopada 2016 został zawodnikiem Greensboro Swarm. 15 marca 2017 podpisał 10-dniowy kontrakt z Brooklyn Nets. 11 września zawarł umowę z Portland Trail Blazers. 13 października został zwolniony.

## Osiągnięcia
Stan na 11 listopada 2020, na podstawie, o ile nie zaznaczono inaczej.
NCAA
- Zaliczony do I składu pierwszoroczniaków SEC (2013)

Indywidualne
- MVP:
  - meczu gwiazd ligi tureckiej (2020)[10]
  - turnieju D-League Showcase (2015)
- Zaliczony do I składu turnieju NBA D-League Showcase (2015)
- Uczestnik meczu gwiazd ligi tureckiej (2020)[10]